# Balassa Gábor (modell)

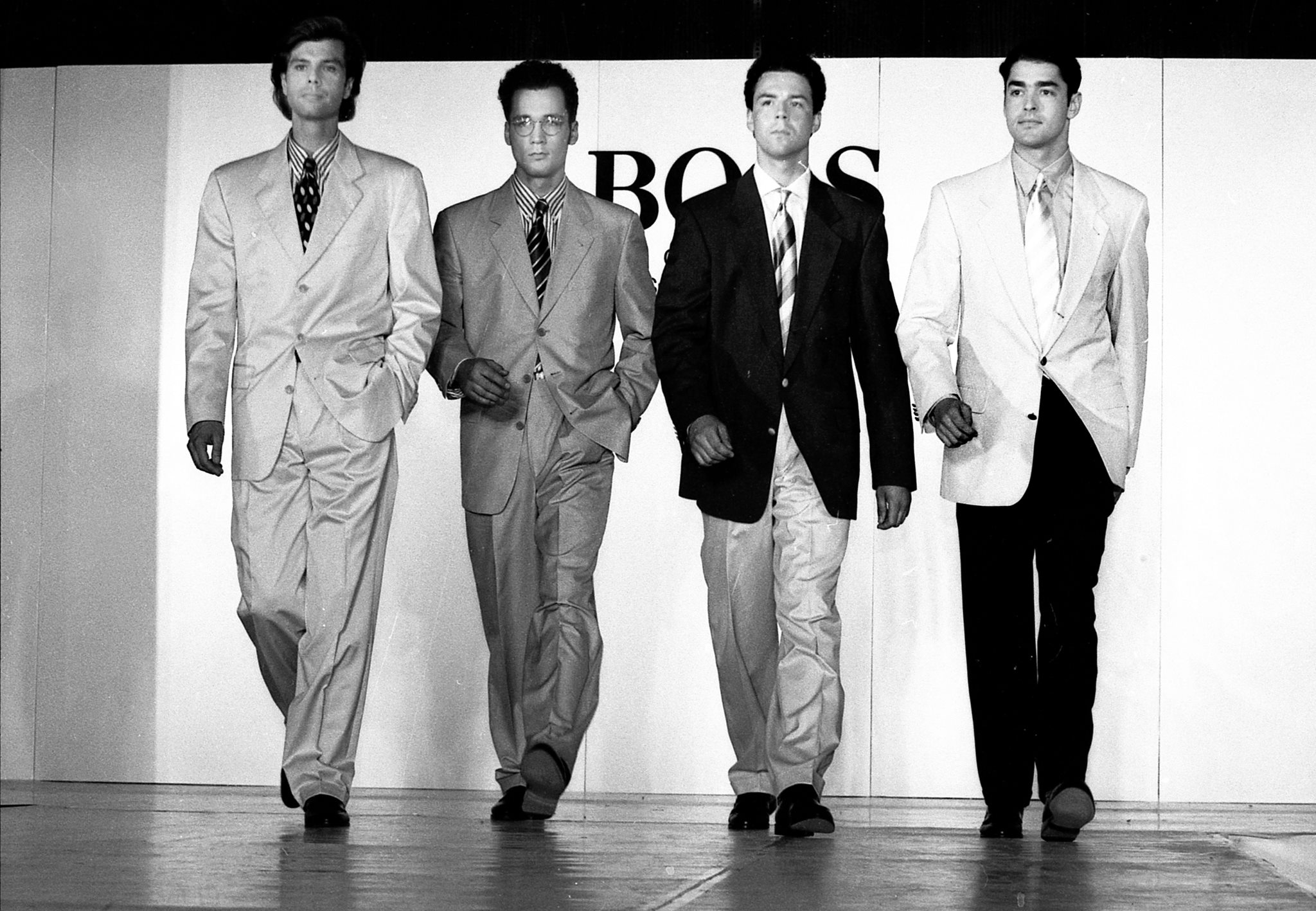
Hugo Boss divatbemutató (a kép jobb szélén)

 Balassa Gábor (1966–) modell, férfimanöken, kommunikációs tanácsadó.

## Élete
A 90-es évek férfimodellje, férfimanökenje. Tanulmányai mellett pénzkeresési lehetőséget keresett. Statisztált, és reklámfilmekben szerepelt. A válogatásokon ismerkedett meg a többi modellel, akik által fotósokat, koreográfusokat ismert meg. Ezt követően folyamatosan kapta a felkéréseket.
10 éven keresztül képviselte Magyarországot a divat fővárosaiban,  dolgozott például Naomi Campbell, Cindy Crawford manökenekkel divatbemutatón, arcát külföldön is megismerhették. Tokyotól kezdve az Egyesült Államokig járt, huzamosabb ideig Párizsban élt, innen utazott, Milánóba, Londonba, New Yorkba munkákra. A mai napig egyedüli magyar férfimodell, aki nemzetközi piacon ismert lett.
1992-ben Bang-Bang néven énekesi pályára lépett, zenekart alapított Török Tamással és Magyar Zsolttal, és megjelent egy lemezük a Polygram kiadónál Hegedűs László gondozásában.
1998-ban divatszerkesztője lett előbb a magyar Max magazinnak, ahol számos híres fotóst, például Dobos Tamást, Pitrolffy Zoltánt, Emmer Lászlót is fedeztek fel.
Később nemzetközi produkciók art direktoraként lett sikeres. Fotóproducerként művészeti vezetője volt nagy költségvetésű magazinfotózásoknak, például Helena Christensen fotózása, a fotós Fabio Ferri volt, illetve Claudia Schiffer topmodellről készítettek híres sorozatot Max Vadukul New Yorkban élő angol fotóssal.
1999-2005-ig hét alkalommal szervezett Magyarországon a Look of the Year modellfelfedező televíziós versenyt is.
Nős, három lánya van, Kamilla és Olívia ikrek, és Szelina.
Felépítette saját cégét, ahol kommunikációs tanácsadó.